# Гончаров, Алексей Фёдорович
Алексей Фёдорович Гончаров (16 февраля 1879, Москва — 23 апреля 1913, Москва) — российский шахматист; автор популярного шахматного учебника. Адвокат. 

## Биография
Играл в шахматы с детства, стал одним из сильнейших шахматистов Москвы.
Чемпион Москвы: 1901 и 1909 гг. (в 1901 г. разделил 1—2 места с Р. А. Фальком; в 1909 г. опередил будущего чемпиона мира А. А. Алехина и победил его в личной встрече).
В 1899 г. разделил с В. А. Абкиным 2—3-е места в побочном соревновании 1-го Всероссийского турнира. Наибольшего успеха добился во 2-м Всероссийском турнире (1900—1901), где занял 4-е место (вслед за М. И. Чигориным, Э. С. Шифферсом и Д. М. Яновским). В 1907 г. занял 2-е место в двухкруговом турнире с участием М. И. Чигорина, закончив обе встречи с ним вничью.
В 1899—1904 гг. сотрудничал в журнале «Шахматное обозрение», вёл также шахматный отдел в газете «Голос Москвы». Пропагандировал идеи М. И. Чигорина, развивая его взгляды на эстетику шахмат.
Играл по переписке. Участвовал в 17-м турнире журнала «Шахматное обозрение», где свел вничью обе партии с А. А. Алехиным.

## Книги
- Краткий учебник шахматной игры, СПБ, 1914.